# Landsbro
Landsbro is een plaats in de gemeente Vetlanda in het landschap Småland en de provincie Jönköpings län in Zweden. De plaats heeft 1454 inwoners (2005) en een oppervlakte van 186 hectare.